# Sembo Almayew
Sembo Almayew, född 24 januari 2005, är en etiopisk friidrottare som tävlar på 3000 meter hinder.

## Karriär
Vid Världsmästerskapen U20 i friidrott 2022 tog hon silver på 3000 meter hinder. I juni 2023 vann hon Diamond League-galan på samma distans.